# Donatas Petreikis
Donatas Petreikis (* 23. November 1993) ist ein litauischer Jazzmusiker (Tenorsaxophon, auch Gitarre und Gesang, Komposition).

## Leben und Wirken
Petreikis erhielt zwischen 2012 und 2014 Saxophonunterricht am Juozas-Tallat-Kelpša-Konservatorium Vilnius. Zwischen 2014 und 2017 absolvierte er im Jazzstudiengang der Litauischen Akademie für Musik und Theater einen Bachelor. Ab 2017 studierte er in Kopenhagen am Rytmisk Musikkonservatorium, wo er 2021 mit dem Master abschloss.
Petreikis trat bereits während seines Studiums in den Gruppen seines älteren Bruders Saulius Petreikis auf, für den er auch arrangierte. Mit Karolis Šarkus leitete er das Collaborative Jazz Septet, das 2020 sein gleichnamiges Album bei LT Jazz Music veröffentlichte. Nach seinem Debütalbum Another Spirit (2022) veröffentlichte er sein Album One Way (2023), das er im Quartett mit Artur Tuźnik, Jakob Roland und Anders Morgensen einspielte. Mit dem Quartett von Rahel Talts, mit dem das Album Greener Grass (2022) entstand, spielte er 2024 beim Jazzkaar Festival in Tallin und bei JazzBaltica. Weiterhin ist er auf dem Album Power of Thought (2022) mit dem Rahel Talts Ensemble zu hören. Als Musiker oder Komponist hat er bereits an mehr als zwanzig verschiedenen Musikalben mitgewirkt.

## Preise und Auszeichnungen
2015 erhielt Petreikis beim Wettbewerb Vilnius Jazz Young Power den Preis für den besten Instrumentalisten und 2016 beim interkontinentalen Saxophonwettbewerb in Rostov den Laureate-Preis. 2019 wurde er wiederum als bester Instrumentalist bei Vilnius Jazz Young Power ausgezeichnet.